# Brit Marling

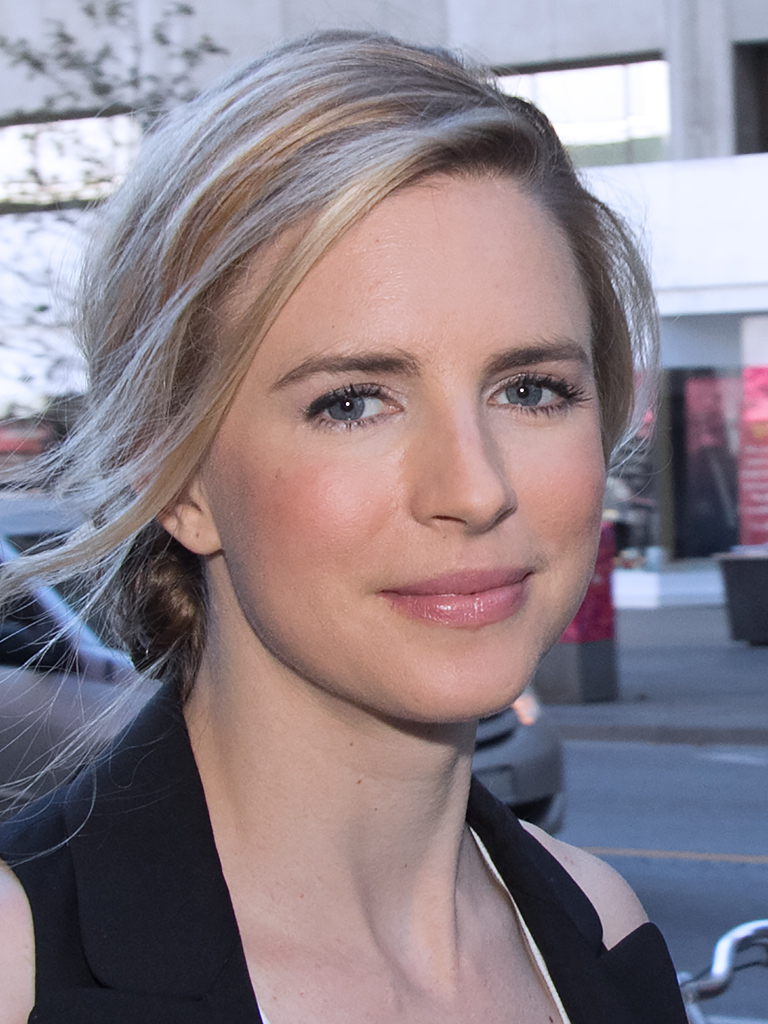
Brit Marling auf dem Toronto International Film Festival 2014

Brit Heyworth Marling (* 7. August 1982 in Chicago, Illinois) ist eine US-amerikanische Drehbuchautorin, Filmproduzentin, Regisseurin und Schauspielerin, die vornehmlich an Independentfilm-Produktionen mitwirkt.

## Leben und Karriere
Brit Marling studierte Wirtschaftswissenschaften an der Georgetown University, an der sie 2005 graduierte. Mit der Dokumentation Boxers and Ballerinas machte sie als Co-Autorin gemeinsam mit Mike Cahill und Nicholas Shumaker sowie als Co-Regisseurin an der Seite von Cahill erstmals auf sich aufmerksam. Des Weiteren wirkte sie 2011 als Co-Autorin, Produzentin und Schauspielerin bei den Independentproduktionen Another Earth und Sound of My Voice mit. Beide Filme wurden beim 27. Sundance Film Festival 2011 vorgestellt. Another Earth, ein Science-Fiction-Film, in dem sie die Hauptfigur Rhoda Williams spielt, gewann den Alfred P. Sloan Feature Film Prize und den U.S. Dramatic Competition Special Jury Prize des Festivals.
2017 wurde sie für ihre Leistungen als Drehbuchautorin in die Academy of Motion Picture Arts and Sciences (AMPAS) aufgenommen, die alljährlich die Oscars vergibt.

## Filmografie
| Als Schauspielerin - 2007: The Recordist (Kurzfilm) - 2009: Political Disasters - 2011: Sound of My Voice - 2011: Another Earth - 2011: Community (Fernsehserie, Episode 2x15) - 2012: Arbitrage - 2012: The Company You Keep – Die Akte Grant (The Company You Keep) - 2013: The East - 2014: The Better Angels - 2014: Babylon (Fernsehminiserie, 7 Episoden) - 2014: I Origins – Im Auge des Ursprungs (I Origins) - 2014: The Keeping Room – Bis zur letzten Kugel (The Keeping Room) - 2014: Posthumous - 2016–2019: The OA (Fernsehserie) - 2023: A Murder at the End of the World (Miniserie) | Als Drehbuchautorin - 2004: Boxers and Ballerinas - 2011: Sound of My Voice - 2011: Another Earth - 2013: The East - 2016–2019: The OA (Fernsehserie) - 2023: A Murder at the End of the World (Miniserie) Als Regisseurin - 2004: Boxers and Ballerinas - 2023: A Murder at the End of the World (Miniserie) |

## Weblinks

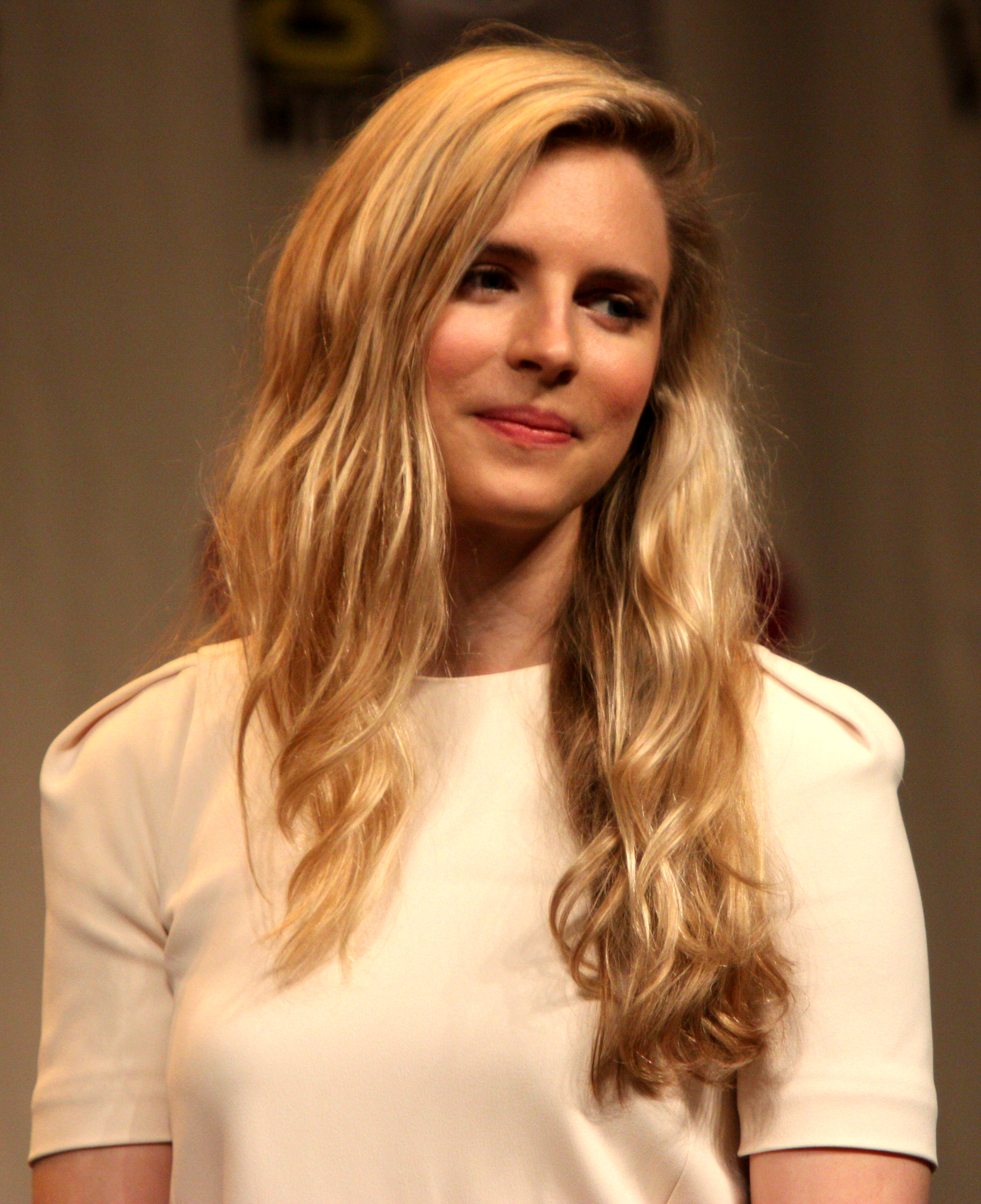
Brit Marling auf der WonderCon in Anaheim (2012)